# جاسوسی صنعتی

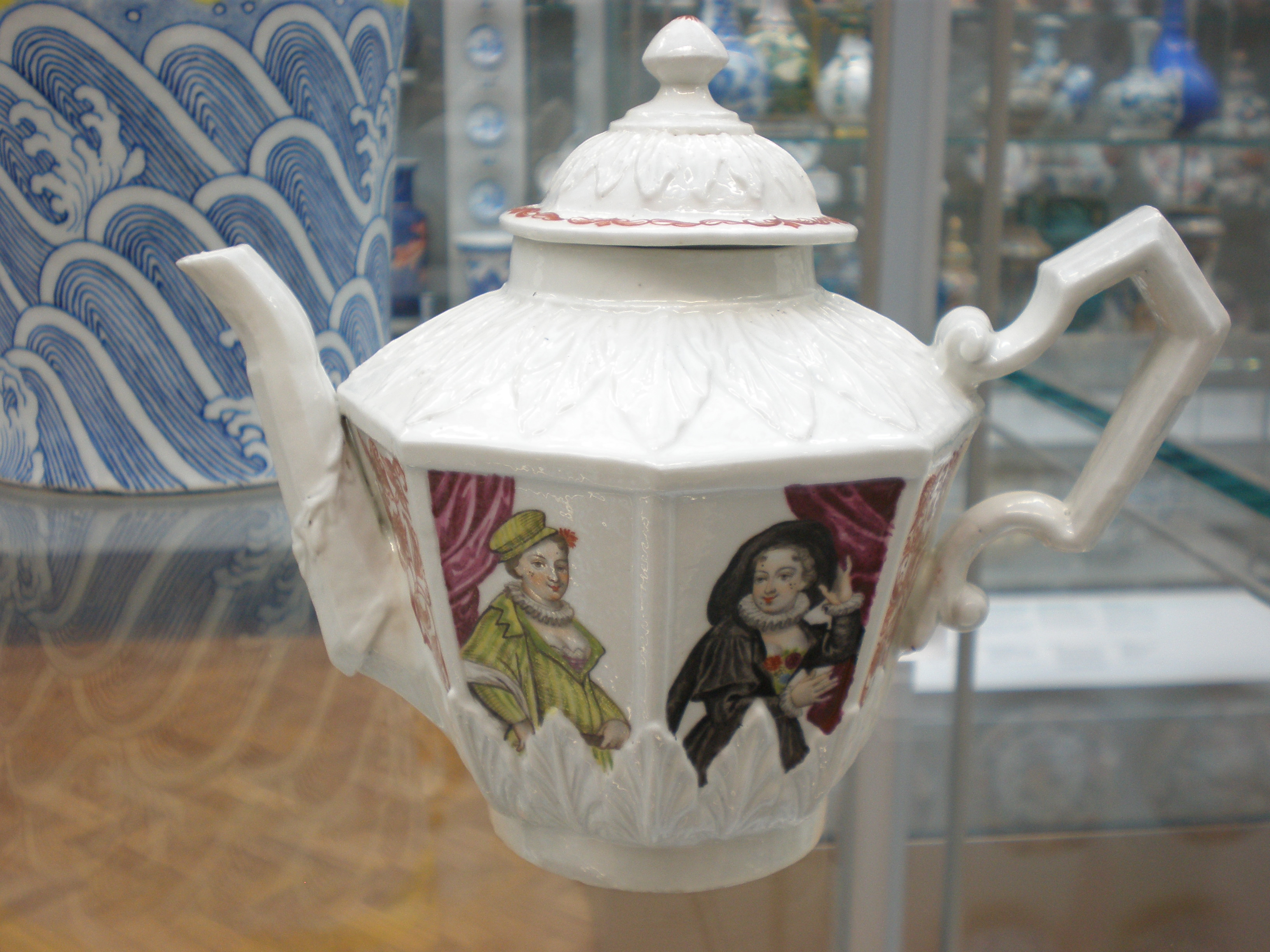
قوری با بازیگران زن ، کارخانه چینی Vezzi ، ونیز ، ج. 1725. برادران وززی درگیر یک سلسله حوادث جاسوسی صنعتی شدند. همین اقدامات منجر به معروف شدن راز ساخت ظروف چینی مایسن شد.

جاسوسی صنعتی، جاسوسی اقتصادی یا جاسوسی ابرشرکتی نوعی از جاسوسی است که به مقاصد بازرگانی انجام می‌شود تا مقاصد صرفاً مرتبط با امنیت ملی. جاسوسی اقتصادی از سوی دولت‌ها انجام یا ترتیب داده می‌شود و حوزه اش بین‌المللی است، در حالی که جاسوسی ابرشرکتی یا صنعتی بیشتر ملی است و بین شرکت‌ها و ابرشرکت‌ها رخ می‌دهد.

## انواع جاسوسی اقتصادی و صنعتی
جاسوسی اقتصادی یا صنعتی به دو شکل عمده صورت می‌گیرد. به‌طور خلاصه، هدف از جاسوسی، جمع‌آوری اطلاعات محرمانه در مورد یک یا چند سازمان رقیب است. این اطلاعات می‌تواند شامل ارزشهای معنوی، مانند جزئیات فنی، ایده‌ها و دستور العمل‌های تولیدی، مانند: نقشه فنی، ترکیب مواد یا نمونه آزمایشی باشد. یا جنبه اقتصادی داشته و مربوط به راهبردهای بازاریابی، مانند: سیاست قیمت گذاری، اسرار مشتری و آمار و برنامه‌های اقتصادی شود.

## نمونه‌های برجسته
در ۱۹۹۳ تولید کنندهٔ خودرو، اوپل، شاخهٔ آلمانی جنرال موتورز، در پی منتقل شدن مسئول تولید اپل و هفت مدیر دیگر به فولکس‌واگن این شرکت را متهم به جاسوسی صنعتی کرد. فلکسواگن متعاقباً تهدید کرد به دلیل تهمت شکایت می‌کند، که منجر به یک نزاع حقوقی چهارساله شد. پرونده که نهایتاً در ۱۹۹۷ به سازش انجامید، منجر به یکی از بزرگترین پرداخت‌های توافقی در تاریخ جاسوسی صنعتی شد و فلکسواگن پذیرفت به جنرال موتورز ۱۰۰ میلیون دلار پرداخت کند و حداقل ۱ میلیارد دلار ظرف ۷ سال از این شرکت قطعات خودرو بخرد گرچه صریحاً برای رفتار آن مدیر عذرخواهی نکرد.